# Labhshankar Thakar
Labhshankar Jadavji Thakar, también conocido por sus seudónimos Lagharo y Vaidya Punarvasu; (Sedla, 14 de enero de 1935 - Ahmedabad, 6 de enero de 2016) fue un poeta guyaratí, dramaturgo y escritor de cuentos indio. Fue profesor en colegios antes de comenzar la práctica del Ayurveda. Tenía un enfoque modernista en la literatura y fue fuertemente influenciado por el Teatro del absurdo y las tradiciones de la Literatura experimental. Él principalmente escribió obras de teatro y poesía.